# Estadio Box Bar
El Estadio Box Bar (en inglés: Box Bar Stadium) es un estadio de usos múltiples en la ciudad de Banjul, la capital del país africano de Gambia. Actualmente se utiliza sobre todo para los partidos de fútbol y fue el estadio del equipo de fútbol nacional de Gambia hasta que el Estadio Independencia (Independence Stadium) fue inaugurado. También fue la sede de la Copa de Gambia.